# Чернітка білокрила
Чернітка білокрила (Myioborus pictus) — вид горобцеподібних птахів родини піснярових (Parulidae). Мешкає в США, Мексиці і Центральній Америці.

## Таксономія
Білокрила чернітка була описана в 1829 році американським орнітологом Вільямом Джоном Свенсоном. Початково птах був віднесений до роду Setophaga. В середині 1960-тих він був переведений до роду Чернітка (Myioborus). Однак білокрила чернітка багато в чому відрізняється від інших птахів свого роду. Вона є сестринським таксоном для усіх інших представників свого роду
. Деякі дослідники вважають, що білокрилу чернітку необхідно виділити в окремий монотиповий рід.

### Підвиди
Виділяють два підвиди:
- M. p. pictus (Swainson, 1829) — південний захід США, північна і центральна Мексика;
- M. p. guatemalae (Sharpe, 1885) — південна Мексика, Гватемала, Гондурас, Сальвадор, Нікарагуа.

## Опис
Білокрила чернітка є найбільшою черніткою. Довжина її тіла становить 13-15 см, вага 8-11 г, розмах крил 21 см. Забарвлення птахів здебільшого чорне, груди і живіт яскраво-червоні, на крилах. хвості і обличчі помітні білі смуги. Дзьоб і лапи чорні. Молоді птахи мають коричнювато-сіре забарвлення зі світлішим животом і гузкою і блідо-кремовими або жовтувато-коричневими смужками на крилах. Виду не притаманний статевий диморфізм, хоча самці дещо більші за самиць. Білокрилі чернітки є незвичними серед співочих птахів, оскільки самиця добре співає, подібно до самця. Навесні птахи часто співають в дуеті.

## Поширення і екологія
Білокрилі чернітки мешкають в дубових, соснових і ялівцевих лісах і рідколіссях, особливо в каньйонах, на висоті від 1500 до 2500 м над рівнем моря. Вони харчуються виключно комахами. Гнізда великі і неглибокі, розміщуються на землі, серед каміння або високої трави. В кладці 3-4 яйця білого або кремового кольору, поцятковані коричневими плямками. Інкубаційний період триває 14 днів.